# Notícias da Covilhã
O Notícias da Covilhã é um jornal semanal em circulação no concelho de Covilhã.

## História
Fundado em Janeiro de 1913, o Notícias da Covilhã - então sob o nome "A Democracia" - é a mais antiga publicação do Distrito de Castelo Branco. Na verdade, só a partir de 1919 o jornal adquiriu o nome que ainda hoje ostenta, mas considera-se como data de fundação oficial o ano de 1913.
Sob a designação de "A Democracia", o jornal durou até 1918, altura em que o seu director, António Catalão, foi preso pelo, então, célebre Administrador da Covilhã, Ferraz das Barbas. No ano seguinte, a tipografia Comércio e Indústria, de Joaquim Mendes Carrola, onde era impresso, relança-o com a nova designação de Notícias da Covilhã, sob a direcção do cónego Manuel Anaquim.
Em 1922, já com Monsenhor José Fino Beja "ao leme" da Direcção, o jornal adquire, por subscrição pública, maquinaria de impressão própria, dando origem à "Tipografia Notícias da Covilhã", que viria a encerrar no início do segundo milénio.
Em mais de nove décadas o Jornal teve 15 directores, alguns dos quais em mais de uma ocasião. Sobressaem, porém, os nomes do fundador, António Catalão, do re-fundador, Manuel Anaquim, de José Almeida Eusébio - que abandonou o cargo em Janeiro de 1931 para se tornar Ministro da Justiça -, do padre José de Andrade - que durante quase 10 anos suportou os custos do fabrico do jornal -, de António Mendes Fernandes - que se manteve no cargo durante mais de 27 anos - de José de Almeida Geraldes - director de 1990 até 2009 (aquando do seu falecimento a 15 de Julho) e antigo chefe de Redacção, responsável por algumas das maiores inovações a nível gráfico e editorial que o jornal sofreu nos últimos 20 anos - e o de Fernando Brito - actual director;
Com mais de 100 anos de existência, o Notícias da Covilhã está intimamente ligado à história da cidade. Com ela, acompanhou o apogeu e o declínio da indústria têxtil. E o seu arquivo, agora em suporte digital, constitui um valioso instrumento de trabalho requisitado frequentemente por historiadores, para além de professores e alunos das escolas da região.
Propriedade da Diocese da Guarda, o Notícias da Covilhã assume-se, no seu estatuto editorial, como "jornal de inspiração cristã, promotor dos valores e dos direitos do homem com base na verdade, na justiça e na solidariedade (…) orientado por critérios de rigor, com independência dos grupos económicos e ideológicos, dando voz aos que não têm voz".